# Leptocoryphium lanatum
Leptocoryphium lanatum là một loài thực vật có hoa trong họ Hòa thảo. Loài này được (Kunth) Nees mô tả khoa học đầu tiên năm 1829.